# Kapfuchs
Der Kapfuchs (Vulpes chama) ist der einzige Echte Fuchs und der kleinste Hundeartige im südlichen Afrika. Er ist auch als Chama-Fuchs, Kama-Fuchs oder Silberrückenfuchs bekannt.

## Merkmale

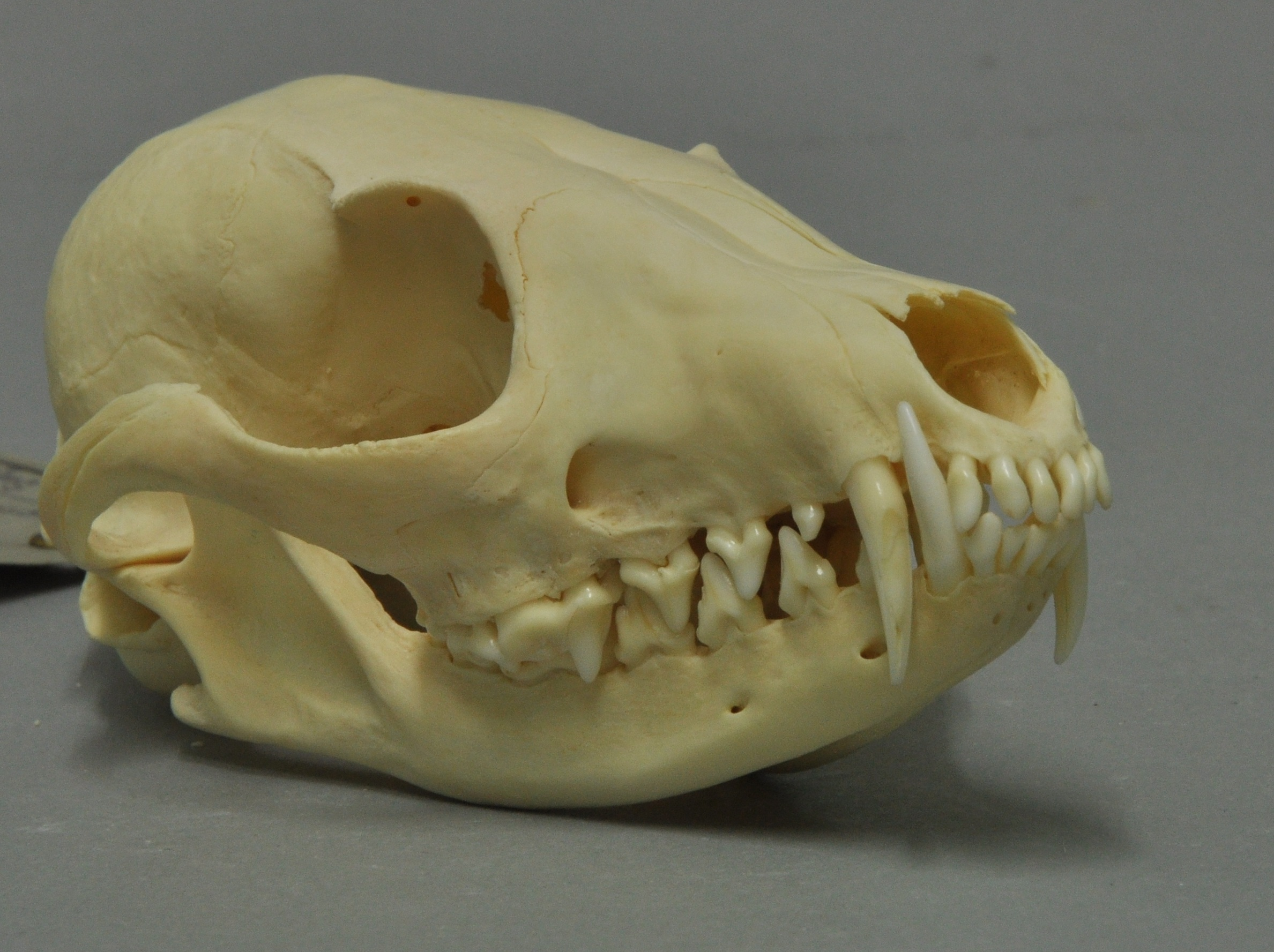
Schädel (Sammlung Museum Wiesbaden)

Der Kapfuchs hat ein silbergraues Fell mit leichtem gelben Farbstich an den Flanken und der Bauch-Seite. Charakteristisch sind die großen Ohren und die dunkle Maulregion. Der Schwanz ist buschig. Die Schulterhöhe des Kapfuchs liegt nur bei 35 cm, sein Gewicht bei 2,5–3 kg.  Die Zahnformel ist 3/3-1/1-4/4-2/3=42.

## Verbreitung

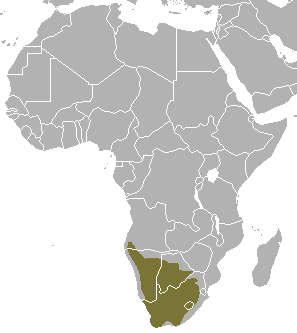
Verbreitungsgebiet

Der Kapfuchs ist von Südafrika, mit Ausnahme der Küstenregion am Indischen Ozean und des Nordostens, über der südwestlichen Hälfte von Botswana, Namibia (nicht im Küstenbereich) bis in den äußersten Südwesten von Angola verbreitet. Außerdem kommt er in Lesotho vor. Er lebt in offenem Gelände, in Savannen, Dornstrauchsavannen, Halbwüsten und im Fynbos.

## Lebensweise
Der Kapfuchs ist nachtaktiv, geht meist allein auf die Jagd und lebt für gewöhnlich monogam oder in einer kleinen Gruppe verwandter Tiere, in der zwei Weibchen sich um die Jungen kümmern. Er ernährt sich von Mäusen, Echsen, Insekten (vor allem Käfer und Termiten) und anderen Kleintieren, Aas und Früchten. Gelegentlich erbeutet er auch Hasen. Bei der Jagd kann er eine hohe Geschwindigkeit erreichen und benutzt seinen Schwanz bei schnellen Wendungen als Gegengewicht zum Rumpf. Die Jungtiere, für gewöhnlich ein bis zwei, werden nach einer Tragzeit von 51 bis 52 Tagen im Frühsommer geboren. 
Fressfeinde der Kapfüchse sind Leoparden, Braune Hyänen, Wüstenluchse und Honigdachse. Um ihre Wohnhöhlen konkurrieren sie mit Erdmännchen und können durch einen gezielten Angriff einer größeren Erdmännchengruppe aus ihrer Höhle vertrieben werden.

## Systematik
Die wissenschaftliche Erstbeschreibung des Kapfuchses stammt von Andrew Smith aus dem Jahr 1833. Er wird heute gemeinsam mit elf weiteren Arten in die Gattung Vulpes eingeordnet. Auf der Basis von morphologischen und molekularbiologischen Daten wurde er von Binninda-Emonds et al. 1999 in eine gemeinsame Gruppe mit dem Bengalfuchs (V. bengalensis) und dem Blassfuchs (V. pallida) eingeordnet und den restlichen Arten der Füchse als Schwestergruppe gegenübergestellt.
Seine Ahnenreihe lässt sich zusammen mit anderen Arten der Gattung Vulpes bis ins späte Miozän, also etwa zehn Millionen Jahre, zurückverfolgen. Nicht bekannt ist, wann er sich von den anderen Vulpesarten abspaltete.
Neben der Nominatform werden keine Unterarten unterschieden.

## Bedrohung und Schutz
Die International Union for Conservation of Nature and Natural Resources (IUCN) stuft die Art als „nicht gefährdet“ (Least concern) ein, da eine akute Bedrohung für die Bestände nicht angenommen wird. Die Art wird als weit verbreitet in den Gebieten des zentralen und westlichen Südafrika betrachtet und konnte sein Verbreitungsgebiet in den letzten Jahrzehnten sogar ausweiten. Innerhalb der Verbreitungsgebietes ist er häufig, lokal kann es aufgrund von Bestandskontrollen jedoch zu Reduzierungen innerhalb der Populationen gekommen sein.

## Belege
1. 1 2  Jan A. J. Nel: Wilde Hunde. Hrsg.: Udo Gansloßer, Claudio Silleo-Zubiri. Band . Filander Verlag, 2006, ISBN 3-930831-63-5, Der Kapfuchs, S. 69 ff.
2. 1 2  O.R.P. Binninda-Emonds, J.L. Gittleman, A. Purvis: Building large trees by combining phylogenetic information: a complete phylogeny of the extant carnovora (Mammalia). Biological Reviews of the Cambridge Philosophical Society 74, 1999; S. 143–175.
3. 1 2 3  Don E. Wilson & DeeAnn M. Reeder (Hrsg.): Vulpes chama in Mammal Species of the World. A Taxonomic and Geographic Reference (3rd ed).
4. 1 2  Vulpes chama in der Roten Liste gefährdeter Arten der IUCN 2012.2. Eingestellt von: C. Stuart, T. Stuart, 2008. Abgerufen am 1. April 2013.